# Сен-Жюльен-д’Ас
Сен-Жюлье́н-д’Ас (фр. Saint-Julien-d'Asse, окс. Sant Julian d'Assa) — коммуна во Франции, находится в регионе Прованс — Альпы — Лазурный Берег. Департамент коммуны — Альпы Верхнего Прованса. Входит в состав кантона Мезель. Округ коммуны — Динь-ле-Бен.
Код INSEE коммуны — 04182.

## Население
Население коммуны на 2008 год составляло 155 человек.
| 1962 | 1968 | 1975 | 1982 | 1990 | 1999 | 2008 |
| ---- | ---- | ---- | ---- | ---- | ---- | ---- |
| 86   | 69   | 68   | 76   | 114  | 124  | 155  |

## Экономика
В 2007 году среди 103 человек в трудоспособном возрасте (15—64 лет) 61 были экономически активными, 42 — неактивными (показатель активности — 59,2 %, в 1999 году было 53,0 %). Из 61 активных работали 52 человека (31 мужчина и 21 женщина), безработных было 9 (3 мужчин и 6 женщин). Среди 42 неактивных 8 человек были учащимися или студентами, 15 — пенсионерами, 19 были неактивными по другим причинам.

## Достопримечательности
- Приходская церковь Сен-Жюльен (XIV—XV века).
- Серебряный крест, используемый во время крестного хода (1500 год), исторический памятник.